# Allerey
Allerey ist eine französische Gemeinde im Département Côte-d’Or in der Region Bourgogne-Franche-Comté. Sie gehört zum Kanton Arnay-le-Duc im Arrondissement Beaune. Sie grenzt im Nordwesten an Sussey, im Norden an Beurey-Bauguay, im Nordosten an Arconcey, im Osten an Clomot, im Süden an Jouey und im Südwesten an Marcheseuil und Diancey.

## Weblinks

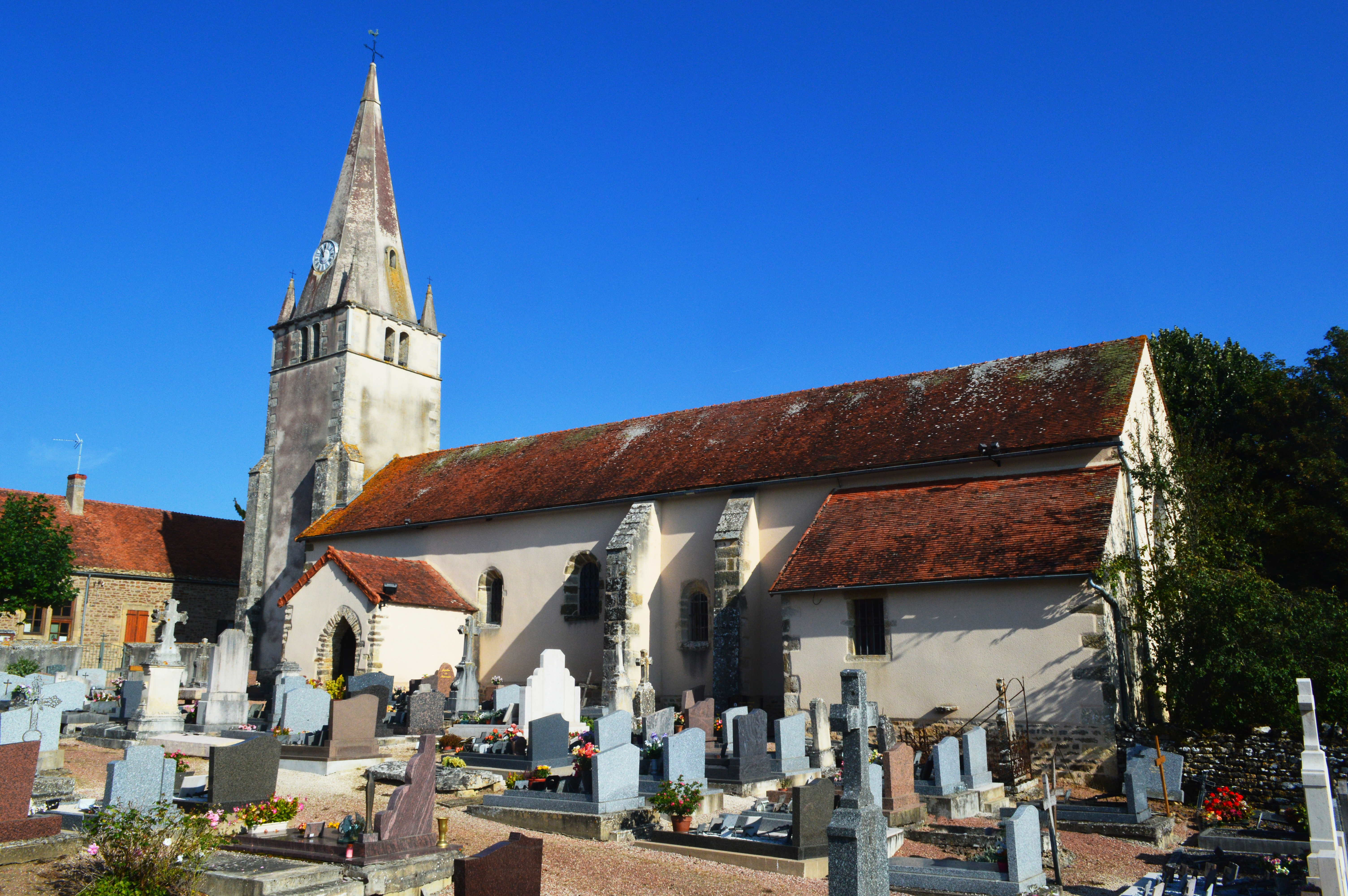
Kirche Saint-Pierre

## Bevölkerungsentwicklung
| Jahr                       | 1962 | 1968 | 1975 | 1982 | 1990 | 1999 | 2005 | 2013 |
| -------------------------- | ---- | ---- | ---- | ---- | ---- | ---- | ---- | ---- |
| Einwohner                  | 355  | 301  | 257  | 222  | 198  | 181  | 169  | 169  |
| Quellen: Cassini und INSEE |      |      |      |      |      |      |      |      |